# 高爾夫球車

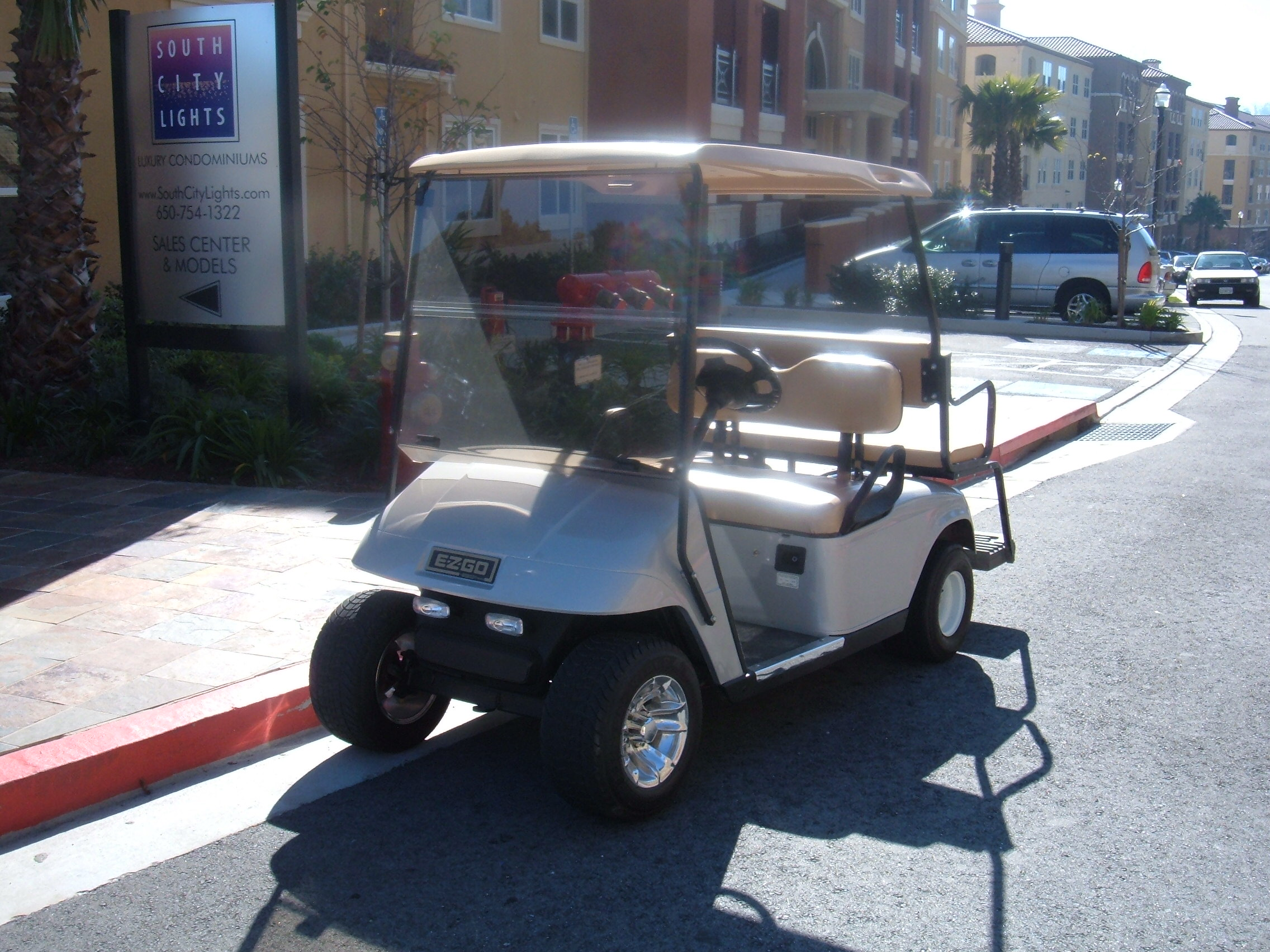
電動高爾夫球車

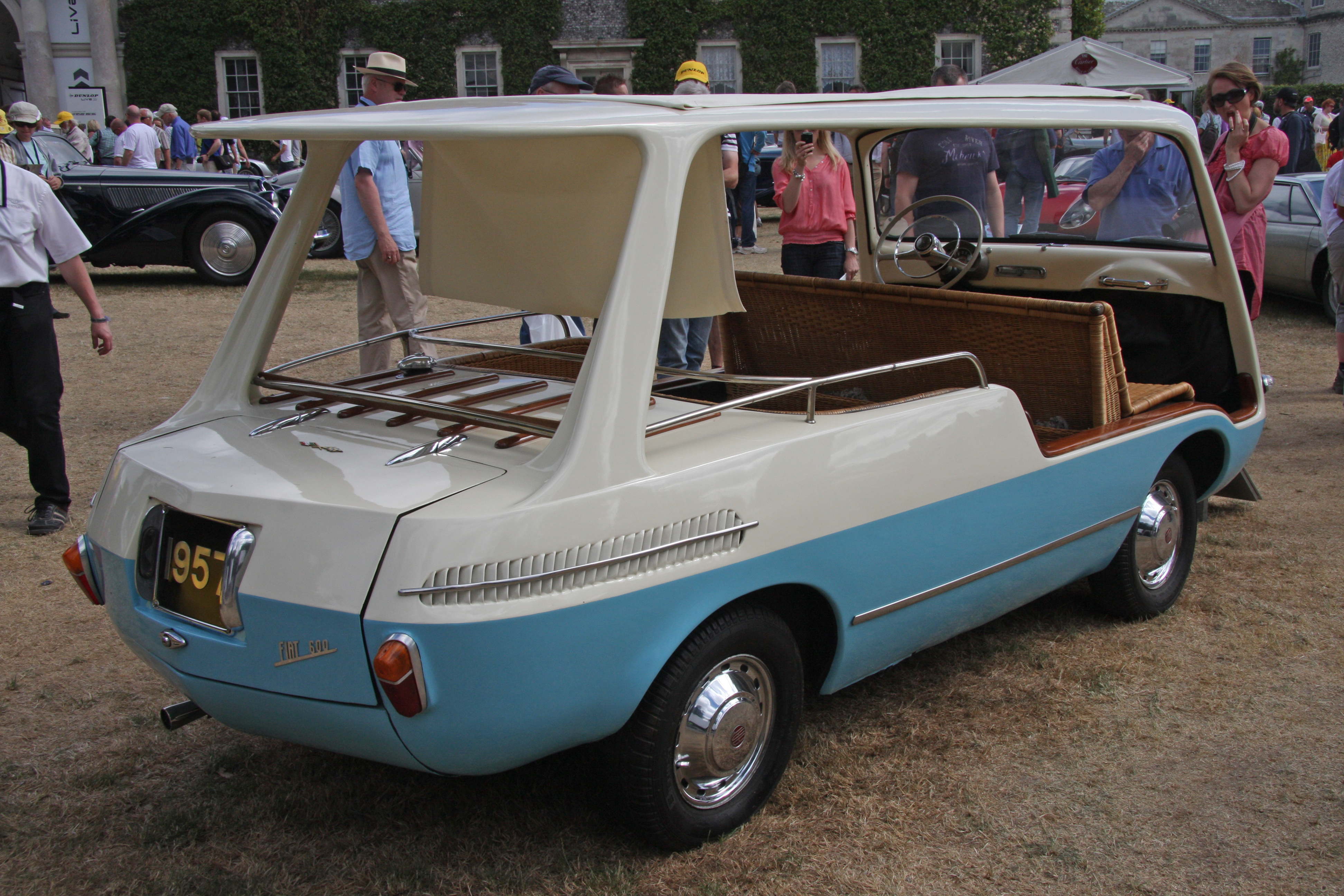
1957年的汽油高爾夫球車

高爾夫球車或称高球車，是一種高爾夫球球場常見的一種小型交通工具。據美國國家標準協會z130.1標準，高爾夫球車低於15英里/小時（24公里/小時）的速度短距離運送少量乘客。它們通常寬約4英尺（1.2公尺）×長8英尺（2.4公尺）×高6英尺（1.8公尺），重900磅（410公斤）至1,000磅（450公斤），大多數由四衝程發動機提供動力。當此車用於一般運輸時，會被稱為Neighborhood Electric Vehicle (NEV) 。

## 特點
常見的高爾夫球車是主要以鉛酸蓄電池或者鋰電池作為動力能源的電動車輛，時速一般不過50公里。高爾夫球車具備體積小、時速慢、馬力小等特點，而且只有前進、轉彎等幾個簡易控掣的操作。而且汽車相比，低噪音、較環保，同時亦較少發生致命的交通意外。

## 使用情況
除了高爾夫球場，高爾夫球車也用於一些室內體育館、展覽館、大學校園、沙灘中，以作為管理員的代步工具。
在一些島嶼、渡假村或綠色社區，也有利用高爾夫球車取代汽車作為主要交通工具的情況。
- 高尔夫球场：运输球员与装备（占全球用量78%，NGF 2023数据）。
- 社区交通：美国佛罗里达州超500个退休社区将其作为主要短途工具[2]。
- 工业用途：机场地勤、大型景区巡逻（例：迪士尼乐园车队超300台）。

各地區駕駛的年齡限制有所不同，有些地區只限13歲或以上人士駕駛，亦有設為14歲、15歲、21歲或甚25歲等等。另外汽車駕駛執照作為駕駛者的必要條件，亦是則按地區而定。

## 历史与发展
- 1950年代初：美国加州「电动轮椅公司」（后更名E-Z-GO）制造首台高尔夫球车，替代人工拉车[3]。
- 1960年代：铅酸电池成为标准动力，续航约30公里[4]。
- 2000年代：环保政策推动锂电池普及，能量密度提升40%（据SAE International 2021报告）。
- 2020年代：智能系统（GPS导航、电子围栏）与太阳能充电技术进入商业化应用[5]。

## 环保与法规
- 碳排放：电动球车较燃油车全生命周期碳排低62%（ICCT 2022研究）。
- 区域法规：

```
 * 欧盟：2025年起新售球车需满足新电池回收率标准（EU Directive 2023/771）
 * 中国：限速25km/h且禁止上路（GB/T 31467.3-2015）
```

## 外部連結
- 高爾夫球車交通意外